# Luisia jonesii
Luisia jonesii är en orkidéart som beskrevs av Johannes Jacobus Smith. Luisia jonesii ingår i släktet Luisia och familjen orkidéer. Inga underarter finns listade i Catalogue of Life.